# Julius von Leypold

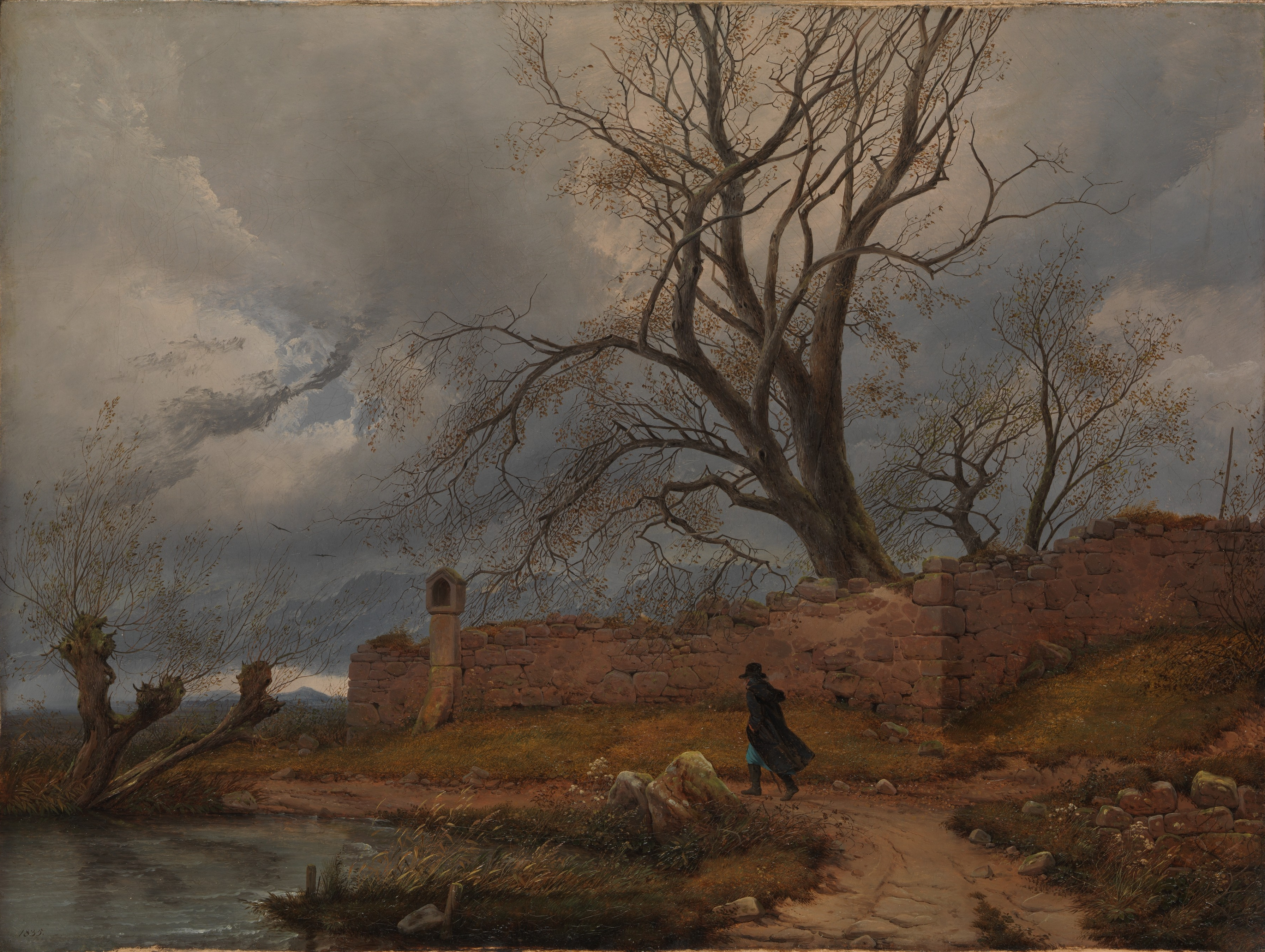
Wanderer im Sturm (1835)

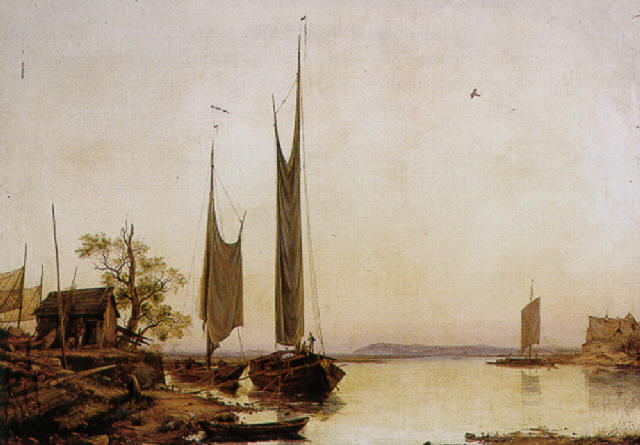
Abendliche Elblandschaft mit angelegten Fischerkähnen (1839)

Carl Julius von Leypold (* 24. Juni 1806 in Dresden; † 31. Dezember 1874 in Niederlößnitz) war ein deutscher Landschaftsmaler der Romantik.

## Leben
Von Leypold studierte zwischen 1820 und 1829 an der Dresdner Kunstakademie Landschaftsmalerei bei Johan Christian Clausen Dahl. Von 1826 an ist bei ihm ein Einfluss in Themenwahl und Malweise durch Caspar David Friedrich zu erkennen. Seine Landschaften zeichnen sich durch „einen malerischen, aber zugleich spitzpinselig durchgestaltenden Stil aus, in dem sich hohe Malkultur mit biedermeierlicher Sachlichkeit verbinden.“
Am 5. März 1857 wurde er Ehrenmitglied der Dresdner Kunstakademie.

## Werke (Auswahl)
- Stadttor in Grossenhain
- Stadtmauer von Halle
- Die Albrechtsburg in Meissen mit nächster Umgebung
- Die Burgruine im Schnee

Aquarelle
- Ruine im Winter
- Ruinen eines Schlosses

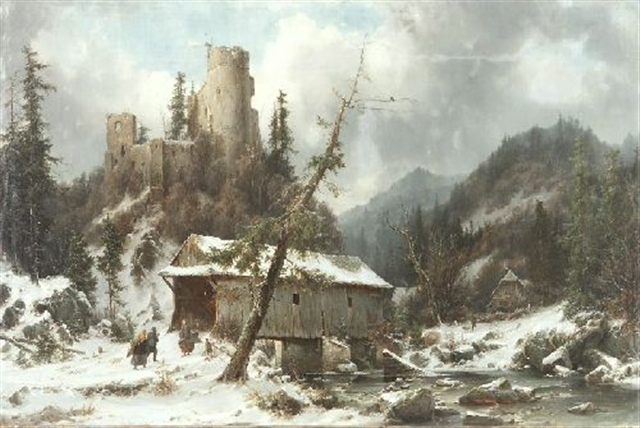
Burgruine im Schnee
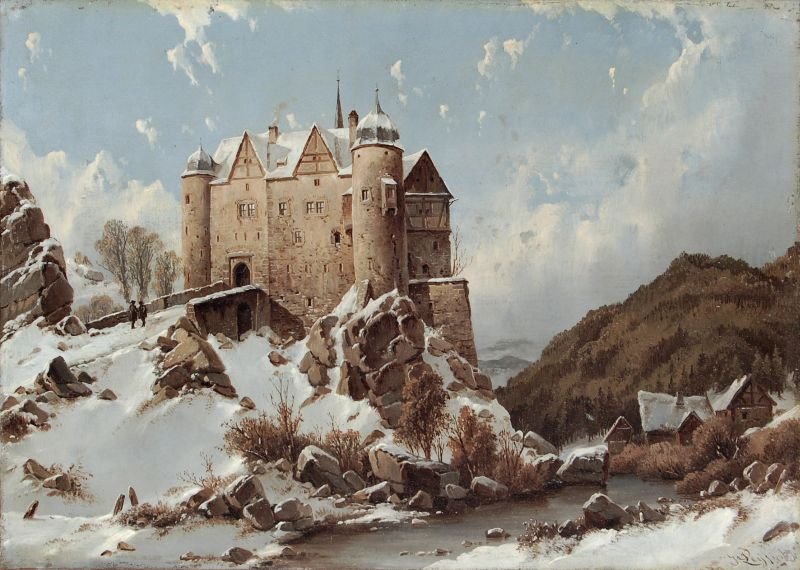
Die Albrechtsburg in Meissen
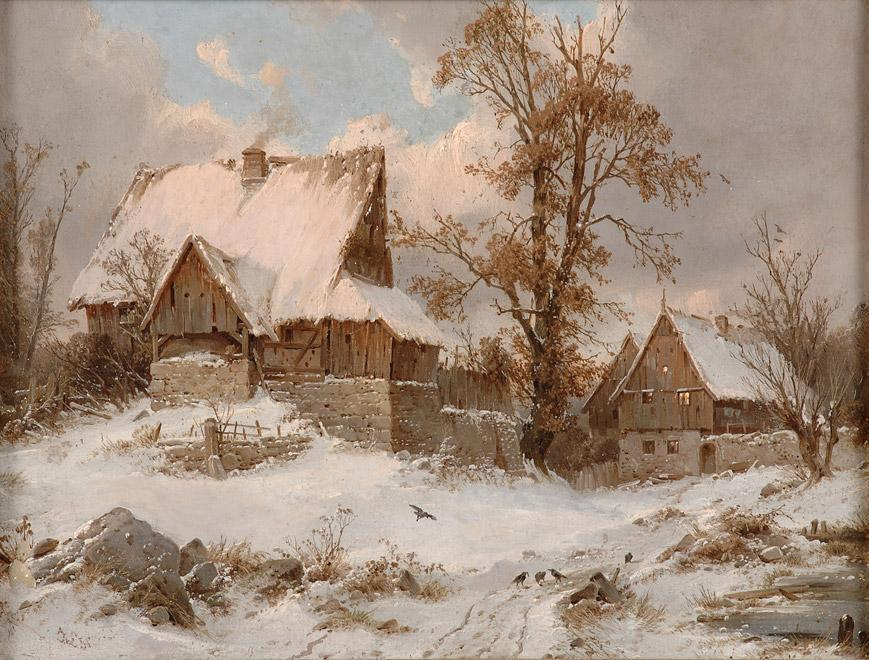
Dorfansicht im Winter